# Михайловский собор (Черкассы)
Михайловский собор (Архангело-Михайловский собор) в Черкассах — кафедральный собор Черкасской епархии Украинской православной церкви (УПЦ), осенью 2024 года перешедший к православной церкви Украины (ПЦУ). Считается крупнейшим храмом Украины. Построен в 1994—2002 годах и освящён в честь архангела Михаила 9 августа 2002 года.

## Расположение и общие сведения
Собор расположен на территории одного из крупнейших парков города — Соборном (прежнее название — Первомайский), где до него располагалась другая церковь. Храм построен в византийском стиле по проекту и под руководством митрополита Черкасского Софрония (Дмитрука), почётного члена Академии архитектуры Украины, руководившего непосредственно и строительными работами.
Высота собора — 74 м, длина — 58 м, а ширина — 54 м — делают его крупнейшим православным храмом в Украине и 4-м православным храмом в мире. Собор способен одновременно вместить 12000 верующих.

## История
Собор построен на месте кладбища Николаевского собора. Здесь же располагались военная Георгиевская церковь, которая была построена в годы Первой мировой войны на военном кладбище и кладбищенская Успенская церковь, которая была закрыта самой последней в городе 1936. Свято-Георгиевский храм был освященный 7 октября в память павших воинов. Средства на строительство храма собирали всем городом. Как писал историк-краевед Юрий Мариновський: «строительство православного храма было делом всего города без оглядки на национальность и религиозную принадлежность». Церковь имела богатый позолоченный иконостас. После войны и становления советской власти основными прихожанами стали железнодорожники. Летом 1933 года церковь была закрыта, а вскоре ограблена.
9 августа 1992 года решением Священного синода УПЦ была возрождена Черкасская епархия, что предполагало наличие кафедрального собора. Среди участков, предложенных городскими властями для строительства храма было выбрано место на прежнем кладбище в пределах Первомайского парка, где происходили массовые гулянья жителей города. Строительство было начато 1994 года и продолжалось 6 лет, еще 2 года продолжались работы по отделке собора, как внешнего, так и внутреннего. Завершено возведение Свято-Михайловского собора и проведения обряд освящения храма 9 августа 2002 в честь Святого Архистратига Михаила, то есть именно на 10 годовщину восстановления Черкасской епархии и 10-летия архиерейской хиротонии идейного соратника храма владыки Софрония. На церемонии присутствовали 5 православных митрополитов и 20 епископов из Украины, России, Германии, Чехии, Венгрии и Беларуси, а также 15 000 прихожан.
Собор строили за счет различных источников, в том числе и на пожертвования паствы, отдельных состоятельных меценатов, среди которых, в частности, был и Дмитрий Фирташ. 25 мая 2003 в новый храм перенесли мощи святого Макария Овручского и Каневского, что с 1671 был настоятелем Каневского монастыря, а в сентябре 1678 принял мученическую смерть от турок, напавших на Канев. В июне 2004 года у мемориальной часовни в память о жертвах сталинских репрессий, в частности черкасского духовенства, а также о разрушении всех городских храмов в «безбожные» 1920—1940 года, был открыт памятник разрушенным храмам.
В середине октября 2024 года происходили насильственные столкновения за контроль над собором между сторонниками УПЦ и ПЦУ (17 октября активисты ПЦУ заявили, что община собора приняла решение о переходе в ПЦУ). После того, как духовенство и миряне УПЦ были изгнаны из храма, митрополит Феодосий заявил: «Вместе с нами из собора уходит божественная благодать». Министерство иностранных дел России выпустило официальный комментарий, в котором осудило инцидент, назвав его «рейдерским захватом» и «очередным преступным деянием против канонической Украинской православной церкви».